# Гуміт (вугілля)
Гуміт — різновид вугілля, який містить гумінові кислоти й комплексні органомінеральні сполуки. Гуміт — гумусове вугілля, що складає основу вугілля викопного. Належить до групи гумолітів. Вперше виділене Потоньє (1908 р.). Являє собою вугілля, яке виникло головним чином з лігнін-целюлозних тканин вищих рослин на противагу ліптобіолітам та сапропелітам.
Син.: вугілля гумусове.